# Esanale
L'esanale, o aldeide caproica secondo la vecchia nomenclatura, è un composto organico appartenente alla classe delle aldeidi. Viene usata nell'industria profumiera per produrre profumi fruttati. Il suo odore ricorda quello dell'erba appena tagliata.